# Khabat Aref
Khabat Aref Marouf, född 1959 i Sulaymaniyah i irakiska Kurdistan, är en kurdisk författare och poet. Han har varit bosatt i Sverige i cirka 30 år. Han har gett ut diktsamlingar samt översättningar av romaner, dikter och pjäser från svenska till kurdiska. Genom sitt arbete har han blivit intresserad av svenska språket och har även gett ut en kurdisk-svensk ordbok.
Khabat Aref Marouf är far till artisten Lilla Namo.